# 1937 год в театре
1937 год в театре

## События
- Барнаульский драматический театр становится Алтайским краевым театром драмы
- 15 мая 1937 года открыт Омский ТЮЗ

## Деятели театра

### Родились
- 13 января — Ариадна Шенгелая, советская и российская киноактриса, народная артистка Грузинской ССР.
- 30 января — Ванесса Редгрейв — британская актриса театра и кино, лауреат премии «Оскар» 1978 года.
- 31 января — Регимантас Адомайтис, советский и литовский актёр театра и кино, народный артист СССР.
- 2 февраля — Леонид Эйдлин, советский и российский режиссёр театра и кино.
- 18 февраля — Константин Григорьев, советский и российский актёр театра и кино, заслуженный артист России.
- 7 марта — Нина Веселовская, советская и российская актриса театра и кино, заслуженная артистка РСФСР.
- 17 марта — Данченко, Сергей Владимирович, украинский советский театральный режиссёр, Народный артист СССР, лауреат Государственной премии СССР.
- 31 марта — Евгений Лазарев, советский и российский актёр театра и кино, театральный режиссёр, заслуженный артист РСФСР.
- 5 мая — Юрий Назаров, советский и российский актёр театра и кино, заслуженный артист РСФСР, народный артист России.
- 6 мая — Гуж Манукян, советский и армянский актёр театра и кино.
- 21 мая — Софико Чиаурели, советская и грузинская актриса, народная артистка Грузинской ССР, народная артистка Армянской ССР.
- 30 мая — Александр Демьяненко, советский и российский актёр театра и кино, народный артист РСФСР.
- 25 июня — Альберт Филозов, советский и российский актёр театра и кино (ум. 2016).
- 27 июня — Гражина Баландите, советская и актриса театра и кино, народная артистка Литовской ССР.
- 23 июля — Мартти Валтонен, финский танцовщик, артист балета.
- 3 июля — Том Стоппард, английский драматург, режиссёр, киносценарист и критик.
- 13 июля — Азарий Плисецкий, хореограф, заслуженный артист РСФСР.
- 16 июля — Ада Роговцева, советская и украинская актриса театра и кино, Народная артистка СССР.
- 30 августа — Лариса Кадочникова, советская и украинская актриса театра и кино.
- 7 сентября — Михаил Матвеев, советский и российский актёр театра и кино.
- 15 сентября — Игорь Чернышёв, артист балета, балетмейстер; народный артист РСФСР.
- 18 сентября — Алла Покровская, советская и российская актриса, театральный режиссёр, народная артистка России (ум. 2019).
- 21 декабря — Леонид Квинихидзе, режиссёр театра и кино, заслуженный деятель искусств РФ.
- 22 декабря — Антонова, Ольга Сергеевна, советская и российская актриса театра и кино, народная артистка России.

### Скончались
- 24 января — Николай Густавович Легат, русский танцовщик, балетмейстер и педагог балета.
- 11 сентября — Реза Кемаль, иранский драматург, актёр, поэт, либреттист (род. в 1898).
- 4 октября — Иван Кондратьевич Микитенко, украинский писатель, драматург.
- 25 октября— князь Сергей Михайлович Волконский, русский театральный деятель, режиссёр, критик, мемуарист, литератор.
- 3 ноября — Лесь Курбас, украинский и советский актёр, театральный режиссёр.
- 14 декабря — Екатерина Оттовна Вазем, российская артистка балета, педагог.
- Ядамсурэн Мордэндэвийн, монгольский писатель, поэт, драматург (род. в 1904).